# Oglasa nana
Oglasa nana là một loài bướm đêm trong họ Noctuidae.